# マリオ&ルイージRPG ブラザーシップ!
『マリオ&ルイージRPG ブラザーシップ!』（マリオ アンド ルイージ アールピージー ブラザーシップ! 英題: Mario & Luigi: Brothership）は、任天堂より2024年11月7日に発売されたNintendo Switch用ゲームソフト。
シリーズとしてはリメイク版を除けば『マリオ&ルイージRPG ペーパーマリオMIX』以来9年ぶりの完全新作であり、初のNintendo Switch向けタイトルとなる。またシリーズ初となる全世界同時発売となった。本シリーズの開発元であったアルファドリームが2019年10月に倒産したため、本作ではアクワイアが開発を担当する。

## あらすじ
ある日、ピーチ城の庭で過ごしていたマリオは、蜂の大群に追われるルイージと遭遇する。マリオは崖から落ちそうになるルイージをすぐに救出するが、突如グローブが輝き出し、現れた不思議な空間に吸い込まれ、大海原が広がる世界「コネクタルランド」に迷い込んでしまった。見知らぬ土地に降り立ったマリオたちは、「コネクタルツリー」という大きな樹が生えた「船島」へとたどり着く。
そこで出会ったのは、心優しき少女「コネッタ」とコネッタの友達のブタ形貯金箱のような見た目の「タップー」であった。マリオたちはこのコネクタルランドの住人であるコネッタの口から、元々はひとつだった大地が「謎の黒幕」の手によってバラバラにされ、いくつもの島に分かれてしまったことを知らされる。
窮地に陥ったコネクタルランドを救うため、マリオとルイージはバラバラの大地をひとつにする「島つなぎの冒険」に出かける決意をする。そこでは2人に協力するさまざまな人物たちとの出会いが待っていた。その一方で、マリオたちの行く手を阻む謎の集団「ゾケット集団」や、おなじみの大魔王クッパといった者たちも暗躍する。

## システム
コネクタルランドでは「船島」を拠点にして冒険を進める。この世界の中心にあったコネクタルツリーが破壊されたことで、バラバラになったいくつもの島が「漂流島」となって海の上を漂っている状態であり、海図を手に入れると画面の左上に海上マップが表示されるようになる。
海図を開いて進みたい海流を選ぶと船島がそれに沿って移動する。未発見の島に接近すると反応があるので、船島の大砲を調べて島影にカーソルを合わせ、Aボタンで上陸する。
漂流島に存在している灯台を目指し、コネクタルプラグを抜くと「島つなぎ」が完了する。漂流島ではこの島つなぎを行わない限り、船島には戻れない。船島と漂流島が繋がると青土管、またはリターン土管を使って自由に島同士を行き来できるようになる。所々海流が途切れていて進めない場所も存在するが、ストーリーを進めると新たな海流が繋がることがある。
なお、大灯台島や灯台がない小さな島(カケラ島)へは土管を使ってワープすることができないので、その都度大砲で飛ぶ必要がある。
また寄り道イベントの「サブエピソード」というクエスト形式で発生する。
達成するとちょっとしたサブキャラクターのストーリーを楽しみつつ報酬を入手できる。
中には特殊な敵キャラと戦うものもある。
ストーリーが進行すると消滅するものもあり、消滅が近いサブエピソードは赤い吹き出しで表示される。

## フィールドアクション
基本的にはマリオを操作し、その後をルイージがついてくる形になる。たとえば、マリオが段差や崖を飛び越えるとルイージも自然とジャンプして後に続く。
アクションのうち、ジャンプはマリオとルイージで別々にボタンが割り振られている。
島を繋いでデキータ、ツクローサのどちらかが船島に合流すると、「ハンマー」を作ってもらえる。バトルでハンマーが使用可能になり、フィールド上では障害物を破壊したり、スイッチを叩いて押すことなどに使う。
また、本作では「ニモツを持つ」というアクションがあり、一部のオブジェクトを持ち運べるほか、ストーリーではNPCを特定の場所まで連れていくイベントも発生する。ニモツを持っている間はジャンプができないため、道中に段差がある場合は相手にニモツをパスしてから飛び越える必要がある。

### ブラザーアクション
冒険を進めていくと兄弟が協力して使えるアクションが解禁される。Rスティックで使いたいアクションを選択し、XあるいはYボタンでアクションを起こす。変身を解除したい時はブーツのアイコンを選択すると元に戻る。
UFOスピン
Rスティックを右に倒してアイコンを選択。肩と手を組んだ状態になり、XボタンでUFOに変身する。Lスティックで移動、Yボタンでスピン解除。間隔が広くジャンプでは飛び越えられない所を空中移動して進める。
UFOバキューム
UFOスピンがパワーアップすると使える。スピン中にXボタン長押しで真下に竜巻を発生させ、光る溝の奥にあるコインや鉄板を吸い込める。モンスターを吸い込むと先制アタックができるが、地面に潜るモンスターには無効。
ブラザーボール
2から再登場。Rスティックを下に倒してアイコンを選択。ボールに変身して、パイプの中など普通では通れない狭い場所やレールの上を通り抜けられるようになる。流砂の上も難なく進めるが、止まっていると徒歩同様徐々に沈んでいくので注意。Yボタンを押しながら進むとゆっくり移動する。ジャンプの高さは変身前より落ちる。
ボールダッシュ
ブラザーボールがパワーアップすると使える。変身中にXボタン長押しでパワーを溜め、ボタンを離すと一気に加速する。パワーチャージしている間もLスティックで方向を変えられる。ダッシュでモンスターに体当たりすると先制アタックができ、通常よりも大ダメージを与えられる。ただし先制ダメージが入るのは1体のみ。
ファイア＆アイス
Rスティックを左に倒してアイコンを選択。ファイアマリオとアイスルイージに変身する。XまたはYボタンでそれぞれファイアボールとアイスボールを放ち、氷を溶かしたり、水を凍らせたり様々なことができる。モンスターにぶつけて先制アタックすると確率で状態異常を付与する。
ブラザーボム
ファイア＆アイスがパワーアップすると使える。ボタンを長押しして放つと、アイスとファイアが合体し巨大化させたパワーでハンマーでは壊せない大きな岩などを破壊することができる。ボールダッシュと違い、チャージ中に方向選択はできない。

## バトルシステム
フィールド上のモンスターに接触するとバトル開始。ジャンプやハンマーで叩くと先制アタックとなり、画面が切り替わった直後にダメージを与えた状態でバトルが始まる。バトル時のコマンドブロックやアイテムの選択はどちらもAで決定、Bでキャンセル。アクションを起こす際はフィールド上での操作と同じ。
攻撃時にタイミングよくボタンを押すことでコンビネーションアタックが決まったり、与えるダメージが増減する。マリオとルイージのどちらかが行動不能になっている場合はソロアタックとなる。
モンスターの攻撃ターンでもタイミングよくボタンを押すことで避けたり弾き返すことができるが、Rボタンで「きんきゅうガード」をすると被ダメージを抑えられる。ただし状態異常は防げない。
ゲームオーバーになるとタイトルに戻るか、バトルを最初からやり直すかを選択する。やり直してもなおゲームオーバーを繰り返してしまうと、選択肢に「サクサクでやりなおす」、「もっとサクサクでやりなおす」が追加される。

### バトルプラグ＆バトルタップ
サビレッタ島でルドルフが落としていったもの。
バトルタップにプラグをセットすることで広範囲にダメージを与えられるようになったり、攻撃時に状態異常を付与する、カウンターがしやすくなるなど、様々な効果を得ることができる代物。
コネクタルランドの精である「コネリー」を集めていくと新たなバトルプラグを作れる。バトルプラグはメニュー画面、またはバトル中のコマンドブロックからセットする。使用回数は限られており、戦闘中にプラグを使い切るとバトルタップから抜け、ターン経過で復活する。冒険を進めるとバトルタップの拡張パーツが拾える。
プラグの組み合わせ次第で相乗効果が得られる。該当するプラグを所持した状態で船島の「アテンド」に話しかけると組み合わせを教えてくれる。

### ブラザーアタック
BPを消費して放つ必殺技。マリオとルイージで選べるブラザーアタックの種類が異なり、過去シリーズに登場したブラザーアタックもいくつか存在する。物語を進めていくと使える技が増えていく。メニュー画面の「教えて！タップー！」からお手本を見たり練習することもできる。

#### マリオのブラザーアタック
アカこうら
マリオとルイージで交互にパスを出しながら相手に接近し、最後は炎をまとったアカこうらをマリオが蹴り上げて空中シュートを繰り出す。
どっちかエッグ
マリオがヨッシーのタマゴを投げ上げるとどちらかに落下してくるのでそれをレシーブ、もう片方がトスし、空中のタマゴが落下する前に狙いを定めて2人でスマッシュ。成功するとタマゴの中からヨッシーが出てきてアタックの際に敵1体にヒップドロップ、周囲にも衝撃波を発生させて追撃してくれる。
スピードボム
4より再登場。ルイージが投げる大量の爆弾をマリオがハンマーで打ち返す。全て打ち返すことに成功すると最後の巨大なボムの中から小型爆弾が降り注いで全体ダメージ。
フラッシュクロック
マリオとルイージが交互に敵に接近してハンマーで攻撃する。合計8回当てることに成功すると1体を宙に打ち上げ、4連続でハンマーで攻撃した後地面に叩き落とす。浮遊している敵には当たらない。
オムスビむすび
コネクタルランドの守り神「オムスビさま」を召喚。宇宙を周る衛星に狙いを定めてプラグを繋いでエネルギーを集める。赤と緑の照準が中心に重なったタイミングでXボタンを押すとビームを発射、中心から爆風を起こして全体ダメージを与える。

#### ルイージのブラザーアタック
ミドリこうら
ミドリこうらをマリオとルイージで交互に蹴るごとに敵1体ずつランダムに当てていく。最後はルイージが蹴ったミドリこうらを全体にヒットさせてフィニッシュ。浮遊している敵には当たらない。
サンダーダイナモ
2人でレバーを片方ずつ持ち、ABボタンを交互に連打して上げ下げする。その度に敵の頭上の雷雲が大きくなっていき、Xボタンでレバーを同時に押し込んで落雷ダメージを与える。雷を落とす前に赤いメーターがいっぱいになると機械が爆発してしまう。
はね〜るメット
3より再登場。マリオがジャンプ台のついたメットを被り、ルイージがジャンプする。マリオはルイージの落下ポイントへ移動し、ルイージはジャンプ台に着地した瞬間Bボタンで再びジャンプ。全て成功すると勢いよく敵を踏みつけてダメージを与える。普段ジャンプ攻撃が効かないトゲがついたモンスターにも有効。
ぶんしんタルたいほう
3より再登場。マリオが入ったタルをA、ルイージが入ったタルをBでそれぞれ発射する。発射された分身は巨大なタルに吸い込まれ、最後は全ての分身が1つになって回転しながら突撃する。
ミックストルネード
マリオとルイージがそれぞれファイアボールとアイスボールを竜巻の中に投げ込む。全て投げ終わると2人が巨大な竜巻に飛び込み、Lスティックで移動しながら全体を巻き込んでダメージ。やけど、こおり状態を付与できるが、片方ばかり投げ込むと状態異常の確率は上がるかわりに威力が下がる。

## ルイージセンス
冒険中にルイージが突然「ひらめく」ことがある。その際ルイージの頭上にフキダシが出現し、周囲が光り出す。この状態でLボタンを押すとルイージが単独行動をするようになる。
ルイージセンス発動中もマリオは自由に動き回ることができるので、兄弟をそれぞれ操作してマップ上の仕掛けを解く場面もある。
ボスバトル中にもルイージセンスが発動することがあり、ルイージのターンに緑のコマンドブロックが現れる。アクションが成功するとボスに隙が生まれ、ダウンしている最中の攻撃が全てクリティカルヒットになる。ブラザーアタック同様マリオが行動不能だと使えない。

## 登場キャラクター

### 主要人物
マリオ
声 - ケビン・アフガニ
本作の主人公。本作ではルイージと共にコネクタルランドに引き込まれてしまい、ルイージと息を合わせて使う様々なアクションを駆使しながら、コネクタルランドを元の姿に戻す冒険に出る。
ルイージ
声 - ケビン・アフガニ
本作のもう1人の主人公でマリオの弟。
マリオと同じく突如コネクタルランドに引き込まれるが、空間に揉まれるうちにはぐれてしまい、一足先に船島に流れ着いていた。マリオとともに協力するアクションのほかに「ルイージセンス」という能力を得て、さまざまな困難をひらめきで乗り越えて活躍する。
過去作品と比べて活躍の場が非常に多いものの、特定のキャラクターからひどい扱いを受けてしまう点は相変わらずである。
ピーチ姫
声 - サマンサ・ケリー
キノコ王国の姫。
同じくコネクタルランドに引き込まれたが、マリオ達とは別の場所へ飛ばされてしまった。船島に合流後、グズグズ団と共に行動し、主に海域の調査を行っている。今作ではクッパを含めて敵に連れ去られてしまうことはないが、偵察のために自ら敵に捕まろうと提案する場面がある。
イエロースター
過去作でマリオたちのサポート役をした、スターの精。
ピーチ姫と一緒にコネクタルランドに引き込まれてしまった。ピーチ姫達のサポートに徹し、彼女もグズグズ団の仲間入りをする。
キノピオ
キノコ族の住民で、多数の種類がいる。コネクタルランドの様々な島に飛ばされてしまった。
マリオたちと合流した後は、船島に様々な店を開店させて、マリオたちのサポートをしてくれる。
クッパ
声 - ケニー・ジェームズ
キノコ王国では誰もが恐れるカメ族の大魔王。マリオブラザーズの宿命のライバル。
彼もマリオたちと同様にコネクタルランドに引き込まれたが、そこでは何故かクッパ軍団により新たに占領された島を別荘にして居座っている。コネクタルランド全土を支配しようと目論んでいて、マリオブラザーズ、ゾケット一派双方と敵対する。
クッパJr.
声 - ケーティー・サゴイアン
カメ族の大魔王・クッパの息子で、コネクタルランドの住人の1人であるフレンとは友人となった。
コネクタルランドの支配を目論む父・クッパのことを応援している。
カメック　
クッパ軍団の配下の悪い魔法使い。本作でも忠臣としてクッパ親子を支える。
クッパ軍団
クッパの命令で支える配下たち。マリオブラザーズをとらえようと捜索している。彼らの支配する島の住民と仲良くやっている様子。

### コネクタルランドの住人たち
タップー
ブタの貯金箱のような見た目をしたキャラクター。コネッタの友達。本作ではイエロースターに代わり、新たにマリオたちのサポート役をする。一人称は「オイラ」。言葉遣いはやや悪いが物知りでコネクタルランドの案内が得意。鼻のように見える黒い2つの縦線は彼の目である。ブタ鼻のように見える部分は目であるが、事あるごとに色々な人から「ブタ」呼ばわりされており、その度に必死で否定する。
正体はオムスビの使い。コネッタを導くために遣わされていた。
コネッタ
コネクタルツリーの世話をする新米の「ソダテナー」。コンセントプラグのような見た目をした、心優しき少女。コネクタルツリーが破壊された後、コネクタルツリーの種を船島に植えて、コネクタルを生み出せる小さなコネクタルツリーを育て上げ、世界の修復とツリーの育成を目指した。
マリオたちにコネクタルランドで起きた惨状を伝えて、マリオたちに協力を求める。
センサミール
頭に方位磁針を付けた帽子を被った少年。語尾に「〜ッス」を付けて話すのが特徴。
海流の調査を生業にしており、漂流島に詳しい。ゾケット一派のカプセルとともに船島に漂着していたところをマリオたちに助けられ、海図を渡して冒険のサポートをする。
コトゼット
コネッタの恩師である先代ソダテナー。コネクタルランドがバラバラになった後突然行方不明になっている。
パパミール

コネリー

ヤミコネリー

カブじい
島のあちこちに埋まっている生きたカブ。引き抜くとマリオたちに説教と謎かけを話す。
ゴールデンカブじい

ウルーサ
グラングラン島の長にして、二児の母。女手一つで子供達を育てた。
デキータ/ツクローサ
ウルーサの子供達。ねじり鉢巻をした熱血漢の兄デキータと若干ポエミーな妹ツクローサ。島に出かけている最中にコネクタルツリーが破壊されて離れ離れになっており、ウルーサの依頼で2人を探すことになる。始めに会いに行った方がハンマーを作成してくれる。後に船島でグラブやアクセサリーを作る工房を営む。
グラゴン
グラングラン島の東に住む巨大なモンスター。ウルーサに拾われ育てられた。ウルーサ含めてグラングラン島の住人たちから自分が注目されないことに不満を抱いており、事あるごとに島の作品を壊している。
イワガール
コネクタルランドの岩礁マニアである少女。各海域に佇む岩礁を発見して報告するとお礼が貰え、さらに船島に発見した岩礁を模した作品を飾ってくれる。
ニョッキーナ
ツイス島の森で化粧品店を経営している女性。ワックスの素材を集めている途中で高いところから降りられなくなっていた。虫が大の苦手。
ディオード
さすらいのステップマスター。ツイス島で作られている「ギンギンワックス」でバッチリ固めたリーゼントと華麗なステップで人々を魅了する。クラゲ島は彼が発展させた。
エミット
ディオードの弟子。
ルンデス

グズグズ団
サビレッタ島でマリオたちと出会った4人の子供達。名前の由来は、4人の頭文字から。
グミ
グズグズ団のリーダーを自称する気が強いピンク色の少女。ピーチ姫を一人前のレディとして憧れている。
ズレッタ
臆病な性格の緑色の少年。裏を返せば慎重派とも言える存在。
グレール
活発で行動的な青色の少年。自分がリーダーでないことに不満があり、グミと喧嘩になることが多い。
ズンドー
肥満体の黄色の少年。口数が少なく行動が鈍重だが、グズグズ団への思いやりは厚い。
ギミルダ
メリーゴ島に拠点を構えている女性発明家。天才を自称し、スパナの先端がついたゴーグルをつけている。カララフル海域にある大灯台島への突破口を開くため、船島に合流。ブラザーアタックで使用するアイテムを渡してくれる。
ロウデン

ロウデンの秘書

アッチーノ
フレイーム族の姫。カンダーン島でシバレルに一目惚れするが、お互いの一族の仲が悪いため、駆け落ちして故郷を飛び出している。
シバレル
細身で紳士的なツルンベール族の王子。一族が日常的に使うダジャレのキレはいまいちらしい。恋仲であるアッチーノに甘い言葉をかけてはすぐに2人だけの世界に入ってしまう。
アッチーノの父

シバレルの父

オルケーノ
フレイーム族の博士。ボルドルド隊の襲撃によりゼツエンタイを浴びて変貌してしまったシバレルを元に戻すため、彼を頼ることになる。
フレン
クッパが占領した島に住まう温和な少年。
クッパJr.と友人になったが、優しい性格が故に、マリオたちに対しても協力的な態度を取る。
オムスビ
コネクタルランドに言い伝えられている神のような存在。当初は神々しい口調だが、実は関西弁。
アダップル
ギミルダと同じく、天才を自称する発明家。普段はクラゲ島でクラブ・ディオードのVIP客として優雅な日常を過ごしている。メリーゴ島で行われる天才発明家を決めるコンテストではギミルダを差し置いて3連覇を成し遂げた。

### ゾケット一派
ゾケット
ゾケット一派のボス。帽子を目深に被り、仮面を付けた謎の人物。
コネクタルツリーを枯らし、世界を無数の島に分割した張本人。
冷酷な性格だが、物覚えが悪く、名前をたびたび呼び間違えたりする。
正体はボッチアーニによって洗脳されてしまった、コトゼット。
ボッチアーニ復活のため、ひと度浴びると他人との交流を一切拒絶するようになる闇のエネルギー「ゼツエンタイ」を量産させていた。
ボルドルド隊
ゾケットの配下の3人衆。なかなか名前を覚えてもらえない上、本当の目的すらあまり知らされていないなど、ボスからは冷遇ぎみ。
ルドルフ
細長い長身とリーゼントのような頭とブラスター砲のような腕が特徴。3人衆一の頭脳派を自称するも、バトルプラグを落としてマリオたちに拾われる等マヌケな一面が多い。一人称は「わたし」ボルドルド隊のメンバーの中では唯一3回戦うことになる(2回目の戦いはほぼバトルプラグの練習用であり、バトル中に彼が撤収して終わる)ツルンベール島に彼の秘密研究所がある。シャダーンツリー編ではボッチアーニを止めるために秘密研究所でボルドルド隊のキズナのチカラが集まり、マリオとルイージにコネクタルランドを救うために協力をしてあげた。そのためかボルドルド隊は今後悪事を働かなくなった。トイレから出て手を洗うのをサボったボルドーのせいで、トッドと立ち位置を入れ替わったことがある。
ボルドー
下半身がなく常に浮遊しているのが特徴。口が悪く、敵に対してはもちろんだが、他のメンバーにも冷たくあたる。一人称は「オレさま」ゾケットへいにゼツエンタイ作戦を教えたのも彼である。バトルでは終盤で戦うことになるが、とあるバトルプラグを使っていることを忘れたりすることがある。(だめよキノコプラグを使用中にメンバーのためにマリオとルイージからキノコを奪って他のメンバーにキノコを上げるというマヌケな一面もある)
トッド
横に大きい体格が特徴。決めゼリフを決めようとしたり何か話したりしようとすると、他のメンバーに割り込まれてしまうことが多い。一人称は「オレ」ジャングール島のグールグルフラワーの花畑を荒らすと言う、過去最大級の悪事を「イヤがらせ」のために働いてしまったことがある。ルドルフがマリオとルイージに「ボッチアーニに気をつけろ」と言うが、珍しく彼が割り込んできて、マリオとルイージにボッチアーニの事について話した。本人曰く割り込められずに話すことが出来た事が嬉しかった。
ゾケットへい
アダプターのような姿の下っ端兵士。腕からゼツエンタイの光線を発射して島民をゼツエン状態にしている。ゼツボッチへいを倒すと、確率でマリオとルイージにキノコを与えて助けたりする。
ボッチアーニ
本作の事件における真の黒幕。コネクタルランドに封印されていた孤独の悪魔。テレビのような顔した怪物。真っ黒なタマゴに負のエネルギーを注ぐことによって誕生し、世界が滅んだ後は再びタマゴに戻って別の世界の滅亡に向かい、様々な世界を滅ぼしてきたらしい。タマゴの状態でも他人の心に付け入って洗脳することもできる。
一人称は「ボクチン」で子供っぽい言動で話すが、性格は冷酷で、自分以外の者を玩具としか思わない。コトゼットを洗脳してゾケットに変質させ、コネクタルランド中から負のエネルギー「ゼツエンタイ」を集めて復活を企んでいた。マリオとルイージがゾケットを倒した所で復活。圧倒的な力でゾケット要塞をシャダーンツリーへと作り変えた。さらに船島も含めたコネクタルランドの住人に笑顔の電子映像が浮かぶ花を被せられて宙吊りになっている人たちが並ぶ不気味な光景が並び「ゼツボッチ計画」と名付けた。
マリオとルイージがダークゼツボッチの体内に侵入した際には、ゼツボッチコアに変身して、マリオとルイージとバトルして、戦いに敗れた際には再びボッチアーニの姿でバトルして、それでもマリオとルイージに敗北してからは、悪事を働かなくなり自ら負けを認める。...と言うのは全て嘘であって、地面を叩き割ってマリオとルイージを落とすも、兄弟のハンマー攻撃で頭を叩き割られて返り討ちにあってしまう。その後、コネクタルランドのキズナのチカラと、何かと結ばれる事を信じられなくなって再起不能となり消滅した。

## 冒険の舞台
コネクタルランド
オムスビ島
フォレストン海域
グラングラン島
ジャン・グール島
ツイス島
イキイキ島
フォレストン海域 大灯台島
カララフル海域
サビレッタ島
メリーゴ島
ゼニアレバー島
スナバッカ島
カララフル海域 大灯台島
アッサム海域
デンキュー島
カンダーン島
フレイーム島
ツルンベール島
アッサム海域 大灯台島
キニオン海域
オンノフ島
ドグマグマ島
キニオン海域 大灯台島
ナイトコル海域
クラゲ島
ゾケット要塞
シャダーンツリー

## 開発

### 経緯・スタッフィング
ニンテンドー3DS向けに新作『マリオ&ルイージRPG ペーパーマリオMIX』とリメイク2作の開発が終わった段階で、マリオ&ルイージRPGシリーズの次回作の構想が練られており、対応ハードをNintendo Switchにすることは最初から決まっていた。とはいえ、このシリーズは他のマリオシリーズと比べると、パッケージなどのデザインがゲームの画面とかけ離れがちで、消費者からの認知度が不十分だと大谷は考えていた。任天堂の大谷明はNintendo Switchへ移行するにあたり、新規顧客を獲得するため、3DCGで表現することを思い立った。当初は任天堂単独で開発が始まったがうまくいかなかったため、他社と共同で開発を行うことにした。最終的に『天誅』をはじめとするアクションゲームやRPG『オクトパストラベラー』で実績のあるアクワイアが起用された。同社が任天堂タイトルの開発に参加するのは初となる。アクワイア側で開発のプロデューサーを担当したのは雲野雅広であり、大谷とはセガの社員として『サクラ大戦3 〜巴里は燃えているか〜』の開発にかかわっていたため、本作で開発したときは驚いたとファミ通とのインタビューの中で振り返っている。企画の立案と開発の統括を務めた大橋晴行、ならびにアートディレクター兼品質管理を務めた古田仁美はいずれもアクワイアの社員である。また、マリオ&ルイージRPGシリーズらしさを出すため、前川嘉彦をはじめとするアルファドリームの関係者も開発に参加した。音楽についても前作までシリーズを担当していた下村陽子に替わって、ノイジークロークの坂本英城が起用されている。

### 美術
アクワイアは元々「とがった」作風で知られており、任天堂もそれを理解したうえで、最低限の方向性しか伝えなかった。その結果、『マリオ&ルイージRPG』シリーズの良いところを3DCGに落とし込みたいという任天堂の要望に対し、古田は荒涼とした世界観を提示してしまう。古田は大橋と話し合いを重ねながらデザインを組んでいたが、プレイヤーとして見た時の違和感を覚え、当初のデザインをベースとしたワイルドなマリオの最終案を提出しつつも、従来の『マリオ&ルイージRPG』シリーズを踏襲したようなデザインも作りたいと大橋に相談した。ワイルドなマリオと言う案は任天堂からも却下された。
その後、アクワイアは改めてデザインの方向性を確認したうえで、過去作品のパッケージやグラフィックの魅力を抽出したデザインを構築した。より具体的には3DCGモデルにアウトラインが施され、キャラクターの動きによって漫画の描線のようなエフェクトが付くようになった。
デザインの方向性が決まった後も、ゲームに落とし込んだ際に違和感が出てしまい、調整するのに時間がかかった。特にルイージは過去作品のグラフィックを基にした3DCGモデルに可愛いポーズを取らせたところ、大谷からあざといという指摘を受けた。

### システム
シリーズ作の過去作品においてはゲージがたまると発動できる「バッジ」というシステムが用意されていたものの、一度使うとしばらく使えなくなるため、ボス戦など重要な場面しか使わないプレイヤーもいた。より気軽に使いやすくするため、任天堂とアクワイアは「プラグシステム」を作り上げた。このシステムをつけることでアクションが変化するなど、通常の行動における効果を実感しやすくしたものが多数用意された。ただし、プラグは40種類以上もあるため、バランス調整には苦心したと福島はインタビューの中で振り返っている。また、多数のプラグの中から複雑な戦略を組み立てるというよりは、ゲームに不慣れな子どもでも遊べるよう、おおらかに好きなプラグをつけて変化を楽しめる方針が立てられた。